# Розанов, Алексей Михайлович (актёр)
Алексей Михайлович Розанов (20 августа 1929, Ленинград — 22 марта 1996, Санкт-Петербург) — советский и российский актёр театра и кино. Заслуженный артист РСФСР (25 марта 1991).

## Биография
Родился 29 августа 1929 года в Ленинграде, в семье артистов. Мать — Надежда Абрамовна Копелянская, отец — Михаил Александрович Розанов (настоящая фамилия — Асс).
Учился в нескольких средних школах. В 1951 году окончил Ленинградский театральный институт. Служил Театру имени Ленсовета. Много выступал на сцене, в кино начал сниматься с 1959 года по конец 1980 годов. В 1991 году получил звание Заслуженного артиста РСФСР.
Ушёл из жизни 22 марта 1996 года в Санкт-Петербурге. Похоронен на кладбище «Кладбище Памяти жертв 9-го октября» рядом с родителями.

## Фильмография
- 1953 — Весна в Москве (фильм-спектакль) — студент
- 1953 — Тени (фильм-спектакль) — курьер
- 1955 — Дело (фильм-спектакль) — чиновник Ибисов
- 1955 — Овод — итальянец
- 1956 — Медовый месяц — студент Шандор
- 1957 — Дон Кихот — шулер
- 1958 — Последний дюйм — врач
- 1969 — Мёртвые души (фильм-спектакль) — господин в черкеске
- 1970 — Тим Талер, или Проданный Смех (фильм-спектакль) — барон Треч
- 1971 — Два веронца (фильм-спектакль) — герцог
- 1971 — Жаворонок (фильм-спектакль) — граф Варвик
- 1972 — Последний парад (фильм-спектакль) — Марич
- 1973 — Укрощение строптивой (фильм-спектакль) — Гремио
- 1973 — Человек и джентльмен (фильм-спектакль) — Альберто же Стефано
- 1975 — Ковалёва из провинции (фильм-спектакль) — адвокат Бабоян
- 1977 — Нос (фильм)
- 1984 — ТАСС уполномочен заявить… — хозяин кафе Карлуччи
- 1987 — Он приехал в день поминовения (фильм-спектакль) — отец Жиля
- 1987 — Сказка за сказкой (фильм-спектакль) — Курфюрст